# Internacional Futebol Clube
El International Futebol Clube fue un equipo de fútbol de Brasil que jugó en el Campeonato Paranaense, la primera división del estado de Paraná.

## Historia
Fue fundado el 22 de mayo de 1912 en el municipio de Curitiba, la capital del estado de Paraná por Joaquim Américo Guimarães (futuro concejal de Curitiba) y el Jockey Club Paranaense. Dos años después inaugura la Baixada de Agua Verde con una derrota por 1-7 ante el CR Flamengo de Río de Janeiro.
En 1915 se convierte en uno de los equipos fundadores de la Liga Sportiva Paranaense, así como del primer Campeonato Paranaense, el primer torneo de fútbol organizado en el estado de Paraná, además de ser el primer campeón estatal en la historia.
Posteriormente el club fue finalista estatal en 1917 y 1918. En 1921 se fusiona con el Centro Hípico Paranaense para formar al International Sport Club y el 26 de marzo de 1924 desaparece al fusionarse con el América para formar al Clube Atlético Paranaense.

## Palmarés
- Campeonato Paranaense: 1

1915

## Jugadores

### Jugadores destacados
- Ivo Leao, primer goleador del Campeonato Paranaense en 1915.